# Charles Lyell (géologue)
Pour les articles homonymes, voir Charles Lyell.
Charles Lyell (14 novembre 1797 – 22 février 1875), 1er baronnet, est un géologue britannique qui a popularisé l'uniformitarisme.

## Biographie
Il naît à Kinnordy, dans l'ancien comté de Forfarshire (maintenant en Angus), aîné d'une famille de dix enfants. Son père est botaniste et dirige son fils vers l'étude de la nature. Pendant ses études, au Collège d'Exeter à l'université d'Oxford, sous la férule de William Buckland, il se rend compte que la géologie est une profession sérieuse. Après avoir été diplômé en 1816 il commence à travailler dans le droit mais continue à s'intéresser à la géologie. Son premier article « Sur les récentes formations de calcaire dans le Forfarshire » est présenté en 1822. En 1827 il a complètement abandonné le droit et commence une longue carrière dans la géologie qui conduira à accepter les idées proposées par James Hutton quelques décennies plus tôt.
Son plus important travail concerne la stratigraphie. En 1828 il voyage dans le sud de la France et en Italie, et il se rend compte que des couches géologiques récentes peuvent être classifiées en fonction des proportions des fossiles de coquillages marins que l'on y trouve. À partir de cette constatation il propose le nom d'époque Tertiaire, appelée de nos jours Cénozoïque, qu'il divise en trois parties : Éocène, Miocène et Pliocène.
De 1830 à 1833 ses Principes de géologie sont publiés en plusieurs volumes, sous-titrés « Une tentative d'expliquer les changements de la surface de la terre par des causes opérant actuellement ». Ce travail explique l'impact de Lyell sur la géologie. Il est à cette époque, avec John Playfair, un des principaux avocats du très controversé uniformitarisme : la terre a été façonnée lentement sur une très longue période de temps par des forces toujours existantes. Cette idée s’oppose au catastrophisme soutenu par Cuvier, selon lequel la terre a été modelée par une série de catastrophes, tel le déluge, dans un laps de temps relativement court. Cet ouvrage contient également un exposé critique de la théorie transformiste de Lamarck. Dans leurs éditions successives, 12 jusqu'en 1872, les Principes de géologie sont le plus influent des ouvrages de géologie du milieu du XIXe siècle et ils font entrer la géologie dans son ère moderne. Pour ses efforts, Lyell est fait chevalier en 1848 et baronnet en 1864.
Durant les années 1840 il voyage aux États-Unis et au Canada. Il se rend notamment dans la ville de Savannah en Géorgie (États-Unis) en décembre 1845, où il rend visite à William Brown Hodgson. Les deux hommes embarquent alors pour un voyage sur l'île de Skidaway (en).  De ces voyages, il tire deux livres populaires : Voyage en Amérique du Nord (1845) et Une seconde visite aux États-Unis (1849).
Il est enterré à l'Abbaye de Westminster en 1875.

## Notoriété et distinctions
Lyell, ami proche de Charles Darwin, est l'un des premiers scientifiques reconnus à apporter son appui à L'Origine des espèces bien qu'il n'ait jamais complètement accepté la sélection naturelle comme le moteur de l'évolution. En fait Lyell est intéressé par la copublication de la théorie de la sélection naturelle par Darwin et Alfred Russel Wallace en 1858, chacun l'ayant découverte indépendamment. Reprenant cette théorie nouvelle et exploitant les découvertes archéologiques récentes — Engis (1832), Forbes (1848), Néandertal (1856), etc. — Lyell publie quelques années plus tard, en 1863, son propre livre The Geological Evidences of the Antiquity of Man, with remarks on theories of the origin of species by variation, traduit en français par Chaper L'ancienneté de l'homme prouvée par la géologie et remarques sur les théories relatives à l'origine des espèces par variation chez G. Baillière, Paris, en 1864. Cet ouvrage sera traduit en allemand par un apôtre du matérialisme, Ludwig Büchner, sous le titre Das Alter des Menschengeschlechts auf der Erde und der Ursprung der Arten durch Abänderung, nebst einer Beschreibung der Eiszeit in Europa und Amerika.
L'interprétation de Lyell des changements géologiques comme l'accumulation constante de changements infimes sur des périodes de temps extrêmement longues a eu une grande influence sur Charles Darwin,.
Il reçoit la Royal Medal en 1834, la médaille Copley en 1858 et la médaille Wollaston en 1866. Il est membre de la Royal Society en 1826. Il préside la Geological Society of London de 1835 à 1836 et de 1849 à 1850. Il dirige la British Association for the Advancement of Science en 1864.
Il est fait chevalier en 1842 et baronnet en 1864.
La grande caverne d'Engihoul a été renommée grotte Lyell car Lyell la visita en 1860 pour vérifier les assertions de Philippe-Charles Schmerling qui l'avait découverte en 1831. Le mont Lyell, situé à l'ouest du Canada, ainsi que plusieurs cratères sur Mars et la Lune sont nommés en son honneur.